# ミ・フォルトゥナ・エス・アマルテ
『ミ・フォルトゥナ・エス・アマルテ』（スペイン語: Mi fortuna es amarte）は、メキシコのテレノベラ。ラス・エストレージャスで2021年11月8日から2022年3月13日まで放送された。 主演はスサナ・ゴンサレス、ダビド・セペダ、セルヒオ・センデルとシャンタル・アンデレ。

## 登場人物

### 主要キャラクター
ナタリア・ロブレス・ガルシア
演 - スサナ・ゴンサレス
ビセンテ「チェンテ」ラミレス・ペレス
演 - ダビド・セペダ
アドリアン・カントゥ・ガルサ
演 - セルヒオ・センデル
コンスタンサ・ロブレス・ガルシア
演 - シャンタル・アンデレ
サミア・カラム・マンスール
演 - リセット
オルガ・パスクアル・チャベス
演 - ミシェル・ゴンザレス
エリアス・ハッダッド・ナサール
演 - オマール・フィエロ
ベロニカ・アラニス・ゴメス
演 - デニア・アガリアノウ